# Frano Vićan
Frano Vićan (* 24. Januar 1976 in Dubrovnik) ist ein ehemaliger kroatischer Wasserballspieler. Er gewann mit der kroatischen Nationalmannschaft eine olympische Goldmedaille und war einmal Weltmeister.  Bei Europameisterschaften erkämpfte er zweimal Silber.

## Karriere
Frano Vićan begann seine Karriere VK Jug Dubrovnik, hier wurde er mehrfach kroatischer Meister. Er spielte außerdem bei HAVK Mladost Zagreb, Chiavara Nuoto Nervi in Italien und bei VK Primorje Rijeka.
Der 1,92 Meter große Torhüter gehörte ab 1997 zum kroatischen Nationalteam. Bei den Mittelmeerspielen 1997 in Bari siegte das Team aus Rest-Jugoslawien vor den Kroaten und den Spaniern. 1999 bei der Europameisterschaft in Florenz erreichten die Kroaten in der Vorrunde den zweiten Platz hinter den Ungarn. Nach Siegen über Jugoslawien im Viertelfinale und über Griechenland im Halbfinale trafen die Kroaten im Finale wieder auf die Ungarn. Die Ungarn gewannen mit 15:12. Bei den Olympischen Spielen 2000 in Sydney trafen die beiden Finalgegner von 1996 bereits im Viertelfinale aufeinander und die Spanier siegten mit 9:8. In der Platzierungsrunde belegten die Kroaten den siebten Platz. Frano Vićan fungierte als zweiter Torwart hinter Siniša Školneković.
In den nächsten Jahren war Frano Vićan meist erster Torwart mit Goran Volarević als Ersatzkeeper. Bei der Europameisterschaft 2001 in Budapest besiegten die Kroaten im Viertelfinale die Spanier und unterlagen im Halbfinale den Jugoslawen. Das Spiel um den dritten Platz verloren die Kroaten mit 9:12 gegen die Ungarn. Einen Monat später bei der Weltmeisterschaft in Fukuoka wurden die Kroaten Achte. Bei der Europameisterschaft 2003 in Slowenien erreichten die Kroaten mit einem 10:9 im Halbfinale über die Ungarn das Finale und erhielten nach einer Niederlage gegen Serbien-Montenegro die Silbermedaille. Bei der unmittelbar darauf stattfindenden Weltmeisterschaft in Barcelona wurden die Kroaten Neunte. 2004 bei den Olympischen Spielen in Athen belegte die kroatische Mannschaft den zehnten Platz.
2007 und 2008 bestand das kroatische Torhüterduo aus Frano Vićan und dem sechs Jahre jüngeren Josip Pavić, wobei Vićan mehr Einsatzzeit bekam. Bei der Weltmeisterschaft 2007 in Melbourne bezwangen die Kroaten im Halbfinale die serbische Mannschaft und besiegten im Finale die Ungarn nach Verlängerung. Beim olympischen Turnier 2008 in Peking unterlagen die Kroaten im Viertelfinale der Mannschaft aus Montenegro und belegten in den Platzierungsspielen den sechsten Rang. 2012 kehrte Frano Vićan noch einmal als Ersatzmann für Josip Pavić ins Nationalteam zurück. Die Kroaten gewannen alle fünf Spiele ihrer Vorrundengruppe bei den Olympischen Spielen in London. Nach einem 8:2 im Viertelfinale gegen das US-Team und einem 7:5 gegen Montenegro im Halbfinale trafen die Kroaten im Finale auf die italienische Mannschaft und gewannen mit 8:6. Frano Vićan war in zwei Vorrundenspielen dabei.